# 五島市

石田城大手門

福江の武家屋敷通り

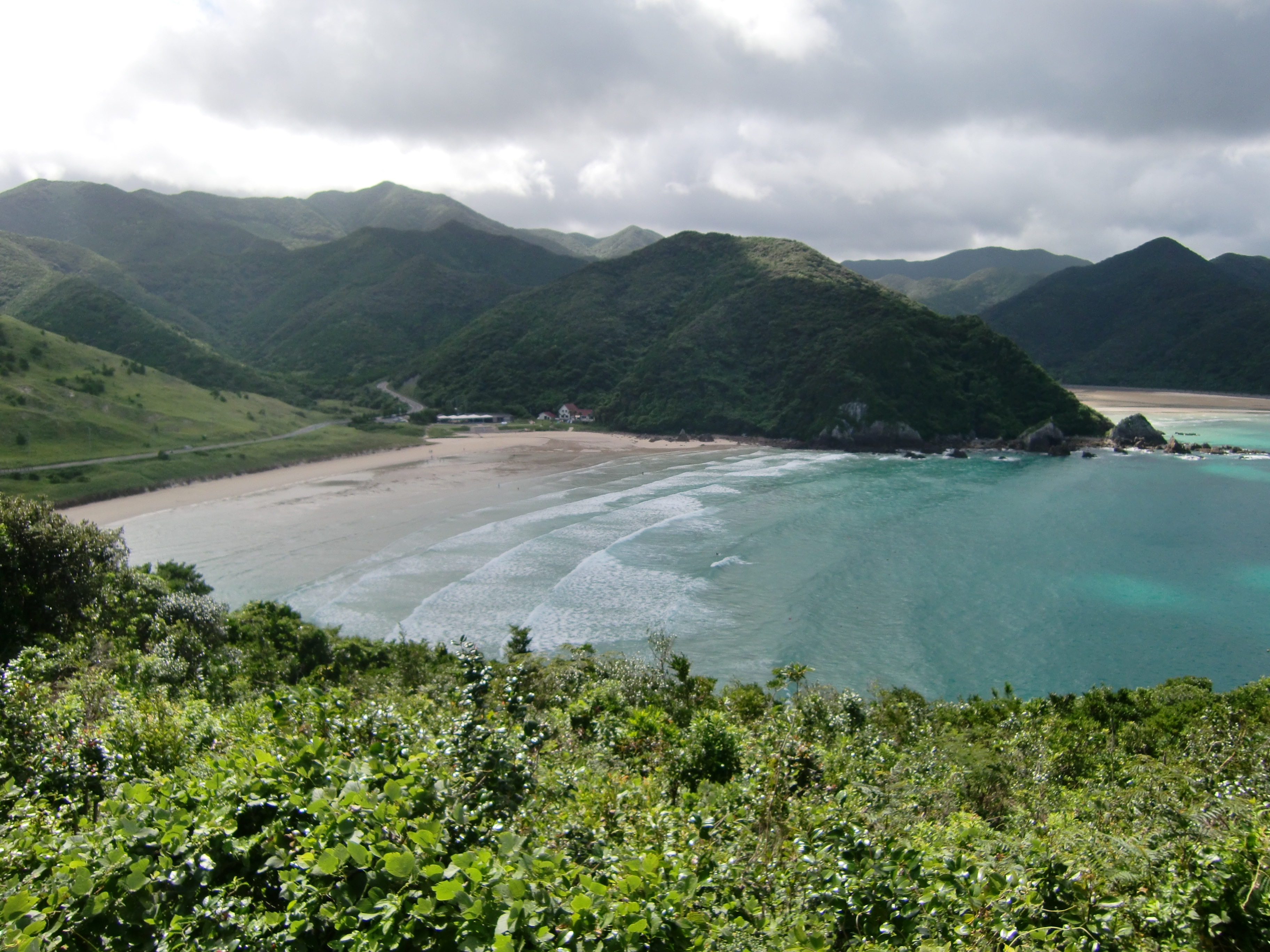
高浜海水浴場

五島市（ごとうし）は、長崎県の西部、五島列島の南西部に位置する市。

## 地理
長崎港から約100キロメートルの位置にあり、10の有人島と53の無人島により構成されている。

### 島
五島市の主要な島
- 福江島
- 久賀島
- 奈留島

その他の有人島
- 椛島
- 嵯峨ノ島
- 黄島
- 赤島
- 黒島
- 島山島
- 蕨小島
- 前島

#### 主な無人島
- 蠑螺島
- ツブラ島
- 葛島
- 男女群島
- 肥前鳥島

### 河川
二級河川
- 一の川
- 福江川
- 鰐川

### 山
- 鬼岳

### 隣接自治体
海に囲まれており、海域を挟んで隣接している。
- 新上五島町

### 地名
五島市の地名を参照。

### 気候
| 福江特別地域気象観測所（五島市木場町、標高25m）の気候   | 福江特別地域気象観測所（五島市木場町、標高25m）の気候 | 福江特別地域気象観測所（五島市木場町、標高25m）の気候 | 福江特別地域気象観測所（五島市木場町、標高25m）の気候 | 福江特別地域気象観測所（五島市木場町、標高25m）の気候 | 福江特別地域気象観測所（五島市木場町、標高25m）の気候 | 福江特別地域気象観測所（五島市木場町、標高25m）の気候 | 福江特別地域気象観測所（五島市木場町、標高25m）の気候 | 福江特別地域気象観測所（五島市木場町、標高25m）の気候 | 福江特別地域気象観測所（五島市木場町、標高25m）の気候 | 福江特別地域気象観測所（五島市木場町、標高25m）の気候 | 福江特別地域気象観測所（五島市木場町、標高25m）の気候 | 福江特別地域気象観測所（五島市木場町、標高25m）の気候 | 福江特別地域気象観測所（五島市木場町、標高25m）の気候 |
| 月                                                      | 1月                                                   | 2月                                                   | 3月                                                   | 4月                                                   | 5月                                                   | 6月                                                   | 7月                                                   | 8月                                                   | 9月                                                   | 10月                                                  | 11月                                                  | 12月                                                  | 年                                                    |
| ------------------------------------------------------- | ----------------------------------------------------- | ----------------------------------------------------- | ----------------------------------------------------- | ----------------------------------------------------- | ----------------------------------------------------- | ----------------------------------------------------- | ----------------------------------------------------- | ----------------------------------------------------- | ----------------------------------------------------- | ----------------------------------------------------- | ----------------------------------------------------- | ----------------------------------------------------- | ----------------------------------------------------- |
| 最高気温記録 °C （°F）                                  | 21.0 (69.8)                                           | 22.2 (72)                                             | 23.0 (73.4)                                           | 26.7 (80.1)                                           | 29.8 (85.6)                                           | 32.9 (91.2)                                           | 35.4 (95.7)                                           | 35.9 (96.6)                                           | 34.3 (93.7)                                           | 31.4 (88.5)                                           | 26.6 (79.9)                                           | 23.3 (73.9)                                           | 35.9 (96.6)                                           |
| 平均最高気温 °C （°F）                                  | 10.8 (51.4)                                           | 11.9 (53.4)                                           | 14.9 (58.8)                                           | 19.1 (66.4)                                           | 23.0 (73.4)                                           | 25.6 (78.1)                                           | 29.4 (84.9)                                           | 30.9 (87.6)                                           | 27.8 (82)                                             | 23.4 (74.1)                                           | 18.5 (65.3)                                           | 13.3 (55.9)                                           | 20.7 (69.3)                                           |
| 日平均気温 °C （°F）                                    | 7.6 (45.7)                                            | 8.3 (46.9)                                            | 10.9 (51.6)                                           | 14.9 (58.8)                                           | 18.8 (65.8)                                           | 22.1 (71.8)                                           | 26.2 (79.2)                                           | 27.3 (81.1)                                           | 24.1 (75.4)                                           | 19.5 (67.1)                                           | 14.6 (58.3)                                           | 9.8 (49.6)                                            | 17.0 (62.6)                                           |
| 平均最低気温 °C （°F）                                  | 4.2 (39.6)                                            | 4.3 (39.7)                                            | 6.6 (43.9)                                            | 10.4 (50.7)                                           | 14.6 (58.3)                                           | 19.0 (66.2)                                           | 23.6 (74.5)                                           | 24.2 (75.6)                                           | 20.8 (69.4)                                           | 15.7 (60.3)                                           | 10.4 (50.7)                                           | 6.0 (42.8)                                            | 13.3 (55.9)                                           |
| 最低気温記録 °C （°F）                                  | −4.1 (24.6)                                           | −5.4 (22.3)                                           | −2.4 (27.7)                                           | 0.3 (32.5)                                            | 5.2 (41.4)                                            | 10.4 (50.7)                                           | 15.7 (60.3)                                           | 17.4 (63.3)                                           | 10.4 (50.7)                                           | 5.2 (41.4)                                            | 1.3 (34.3)                                            | −1.6 (29.1)                                           | −5.4 (22.3)                                           |
| 降水量 mm （inch）                                      | 93.4 (3.677)                                          | 109.5 (4.311)                                         | 172.1 (6.776)                                         | 216.1 (8.508)                                         | 210.2 (8.276)                                         | 324.2 (12.764)                                        | 308.8 (12.157)                                        | 239.6 (9.433)                                         | 289.2 (11.386)                                        | 132.7 (5.224)                                         | 134.1 (5.28)                                          | 108.9 (4.287)                                         | 2,338.8 (92.079)                                      |
| 平均降水日数 （≥0.5 mm）                                | 12.3                                                  | 10.8                                                  | 11.4                                                  | 10.3                                                  | 10.1                                                  | 14.1                                                  | 12.3                                                  | 11.9                                                  | 10.9                                                  | 7.2                                                   | 10.6                                                  | 11.6                                                  | 133.7                                                 |
| % 湿度                                                  | 66                                                    | 66                                                    | 68                                                    | 72                                                    | 75                                                    | 83                                                    | 84                                                    | 81                                                    | 78                                                    | 71                                                    | 70                                                    | 68                                                    | 73                                                    |
| 平均月間日照時間                                        | 81.5                                                  | 107.4                                                 | 150.9                                                 | 175.7                                                 | 191.0                                                 | 122.2                                                 | 156.9                                                 | 197.6                                                 | 165.4                                                 | 177.7                                                 | 127.8                                                 | 96.2                                                  | 1,745.8                                               |
| 出典：気象庁 (平均値：1991年-2020年、極値：1962年-現在) |                                                       |                                                       |                                                       |                                                       |                                                       |                                                       |                                                       |                                                       |                                                       |                                                       |                                                       |                                                       |                                                       |

## 人口
- 2016年時点で、市内のカトリック信者の人口は3,113人であり、市の総人口の8.3%を占めている（五島列島全域では8,375人、全島民の14.6%を占める）[3]。

| |                                        |  |
| 五島市と全国の年齢別人口分布（2005年） | 五島市の年齢・男女別人口分布（2005年） |  |
| ■紫色 ― 五島市 ■緑色 ― 日本全国 | ■青色 ― 男性 ■赤色 ― 女性              |  |
| 五島市（に相当する地域）の人口の推移 \| 1970年（昭和45年） \| 68,649人 \| \| \| 1975年（昭和50年） \| 63,410人 \| \| \| 1980年（昭和55年） \| 60,947人 \| \| \| 1985年（昭和60年） \| 57,736人 \| \| \| 1990年（平成2年） \| 54,143人 \| \| \| 1995年（平成7年） \| 51,295人 \| \| \| 2000年（平成12年） \| 48,533人 \| \| \| 2005年（平成17年） \| 44,765人 \| \| \| 2010年（平成22年） \| 40,622人 \| \| \| 2015年（平成27年） \| 37,327人 \| \| \| 2020年（令和2年） \| 34,391人 \| \| |                                        |  |
| 総務省統計局 国勢調査より |                                        |  |
| 1970年（昭和45年） | 68,649人                               |  |
| 1975年（昭和50年） | 63,410人                               |  |
| 1980年（昭和55年） | 60,947人                               |  |
| 1985年（昭和60年） | 57,736人                               |  |
| 1990年（平成2年） | 54,143人                               |  |
| 1995年（平成7年） | 51,295人                               |  |
| 2000年（平成12年） | 48,533人                               |  |
| 2005年（平成17年） | 44,765人                               |  |
| 2010年（平成22年） | 40,622人                               |  |
| 2015年（平成27年） | 37,327人                               |  |
| 2020年（令和2年） | 34,391人                               |  |

## 歴史
肥前国風土記に記されている伝承によれば、景行天皇筑紫巡幸のみぎり、五島列島は値嘉島（ちかのしま）と呼ばれ、小近の大耳、大近の垂耳という「土蜘蛛」が居たという。また福江島の北西部に位置する柏崎は東シナ海を横断する遣唐使船の最後の停泊地として有名であった。
古代
- 804年 第16次遣唐使船、美彌楽崎（みみらくのさき・現柏崎）を中国大陸に向け出帆。空海、最澄、橘逸勢ら同乗。
- 806年 空海が帰国の途中暴風雨に遭遇し、福江島玉之浦の大宝港に寄港、そこで真言密教を開宗

中世
- 1413年 平家盛（一説には清和源氏とも嵯峨源氏とも言われる）子孫・宇久家、五島統一
- 1507年 玉之浦納の反乱
- 1526年 江川城築城
- 1540年 明人王直来住
- 1566年 カトリック司祭ルイス・デ・アルメイダ、日本人イルマンロレンソ了斎来島し、布教活動
- 1571年 ドン・ルイス宇久純尭、家督を継ぎキリシタン大名誕生
- 1592年 宇久純玄、豊臣秀吉より豊臣姓を受け五島氏と改姓し、小西行長に属して朝鮮出陣

近世
- 1603年 福江藩成立
- 1614年 江川城焼失
- 1863年 福江・石田城完成

近現代
- 1962年 福江大火
- 1963年 福江空港完成
- 1969年 昭和天皇皇后行幸
- 2002年 明仁天皇皇后行幸

### 行政区域の変遷
- 1871年（明治4年） 廃藩置県で福江県となり、後に長崎県に併合。
- 明治初年頃 北椛島村・南椛島村が合併して樺島村となる。
- 1878年（明治11年）10月28日 郡区町村編制法の長崎県での施行により、松浦郡のうち福江村ほか17村の区域に行政区画としての南松浦郡が発足。
- 1885年（明治18年） 福江村の一部（平蔵郷・奥浦郷・戸岐郷）が分立して奥浦村となる。
- 1889年（明治22年）4月1日 町村制施行により、南松浦郡のうち現在の市域にあたる以下の各村がそれぞれ単独村制にて発足。
  - 福江村、奥浦村、崎山村、本山村、大浜村、樺島村、久賀島村、富江村、玉之浦村、三井楽村、岐宿村、奈留島村
- 1919年（大正8年）10月1日 福江村が町制施行。福江町となる。
- 1922年（大正11年）9月1日 富江村が町制施行。富江町となる。
- 1933年（昭和8年）11月3日 玉之浦村が町制施行。玉之浦町となる。
- 1940年（昭和15年）11月3日 三井楽村が町制施行。三井楽町となる。
- 1941年（昭和16年）4月3日 岐宿村が町制施行。岐宿町となる。
- 1954年（昭和29年）4月1日 福江町、奥浦村、崎山村、本山村、大浜村の合併（新設合併）により福江市が発足。
- 1957年（昭和32年）
  - 3月31日 樺島村を福江市に編入。
  - 11月1日 久賀島村を福江市に編入。
  - 11月3日 奈留島村が町制施行。改称し奈留町となる。
- 2004年（平成16年）8月1日 福江市、南松浦郡富江町、玉之浦町、三井楽町、岐宿町、奈留町の合併（新設合併）により五島市が発足。

## 行政

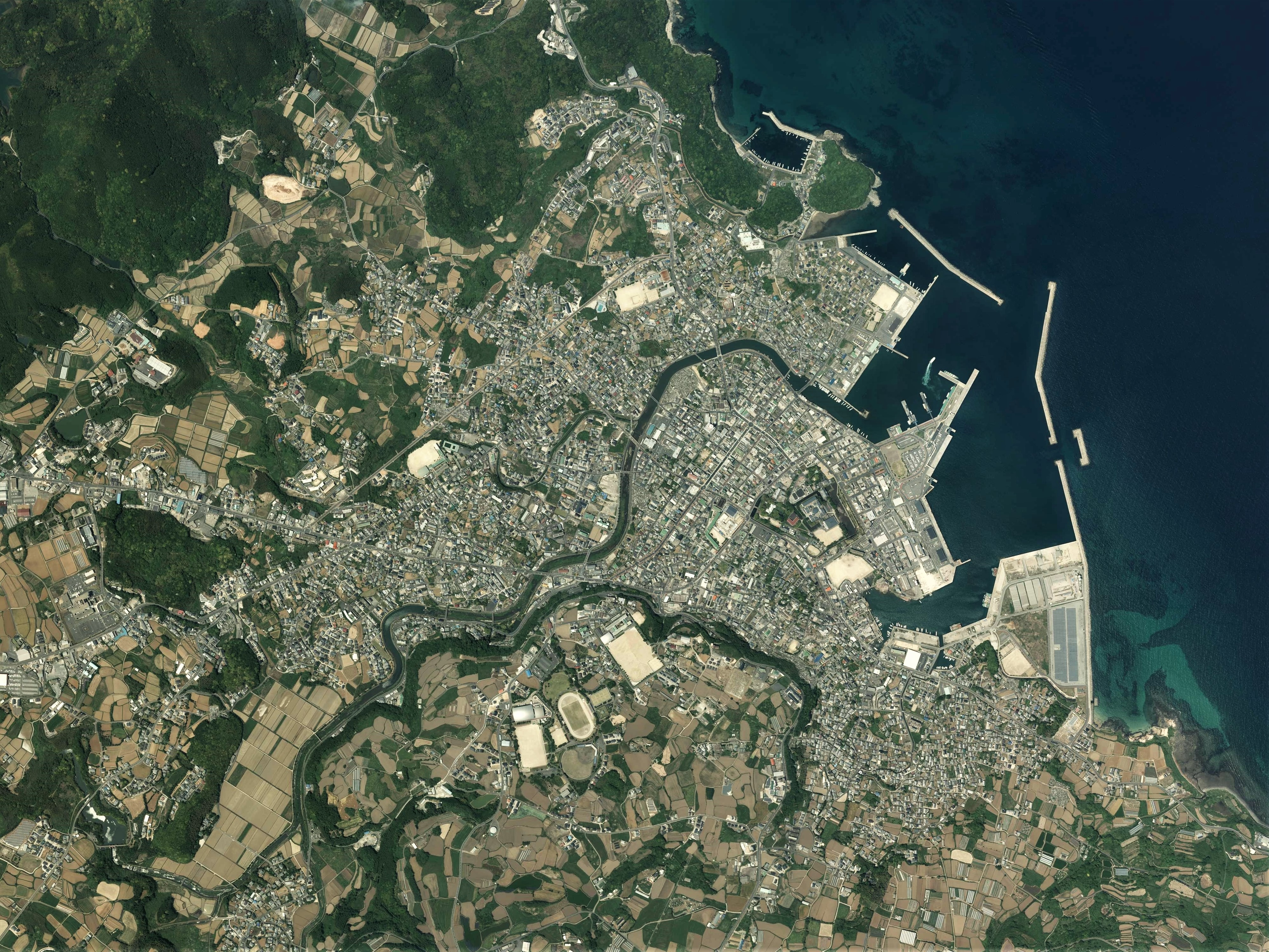
市役所が所在する旧福江市中心部周辺の空中写真。
2014年5月10日撮影の2枚を合成作成。。

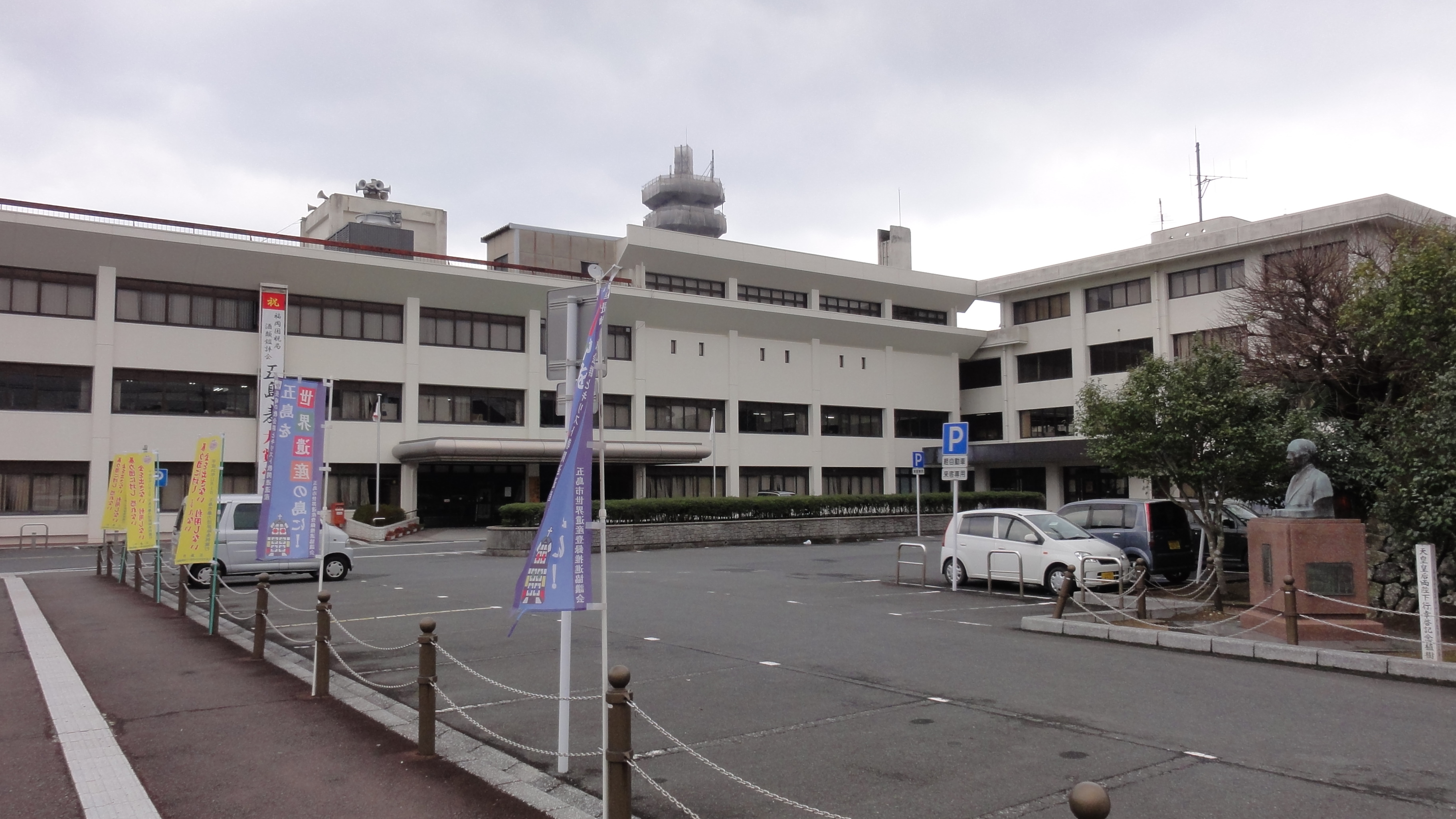
旧五島市役所庁舎

### 市長
- 市長（第6代） - 出口太（2024年9月5日就任、1期目）

| 代   | 氏名       | よみがな         | 就任年月日   | 退任年月日   | 備考                         |  |
| ---- | ---------- | ---------------- | ------------ | ------------ | ---------------------------- |  |
| 初代 | 中尾郁子   | なかおいくこ     | 2004年9月5日 | 2008年9月4日 | 九州初の女性市長             |  |
| 2代  | 中尾郁子   | なかおいくこ     | 2008年9月5日 | 2012年9月4日 | 九州初の女性市長             |  |
| 3代  | 野口市太郎 | のぐちいちたろう | 2012年9月5日 | 2016年9月4日 |                              |  |
| 4代  | 野口市太郎 | のぐちいちたろう | 2016年9月5日 | 2020年9月4日 | 市制施行初、無投票による当選 |  |
| 5代  | 野口市太郎 | のぐちいちたろう | 2020年9月5日 | 2024年9月4日 |                              |  |

市役所庁舎については2020年（令和2年）2月17日に鉄筋コンクリート4階建ての本館棟が完成し供用を開始した。

### 行政・司法機関

#### 警察
- 長崎県五島警察署

#### 消防
- 五島市消防本部
  - 五島市消防署

#### 国の機関
法務省
- 長崎地方法務局五島支局
- 長崎刑務所福江拘置支所
- 長崎地方検察庁五島支部・五島区検察庁

財務省
- 福岡国税局福江税務署
- 長崎税関五島監視署

厚生労働省
- 長崎労働局長崎労働基準監督署五島駐在事務所
- 長崎労働局五島公共職業安定所

農林水産省
- 長崎森林管理署福江森林事務所
- 長崎農政事務所五島統計・情報センター

国土交通省
- 第七管区海上保安本部長崎海上保安部五島海上保安署
- 大阪航空局福江空港航空路監視レーダー事務所
- 福岡管区気象台福江測候所
- 福岡管区気象台福岡航空測候所福江空港出張所

環境省
- 九州地方環境事務所五島自然保護官事務所

防衛省
- 航空自衛隊福江島分屯基地
- 自衛隊長崎地方協力本部五島駐在員事務所

裁判所
- 長崎地方裁判所五島支部
- 長崎家庭裁判所五島支部
- 五島簡易裁判所

#### 県の機関
- 長崎県五島振興局

## 議会

### 五島市議会
- 定数：18人[5][6]
- 任期：2021年2月27日 - 2025年2月26日
- 議長：木口利光
- 常任委員会
  - 総務水道委員会（定数6人）
  - 教育福祉委員会（定数6人）
  - 産業経済委員会（定数6人）
  - 予算委員会（定数17人）
- 議会運営委員会（定数8人）

| 会派名           | 人数 |
| ---------------- | ---- |
| 令和創政会       | 8人  |
| 市民ネットワーク | 3人  |
| 五島一新の会     | 2人  |
| 公明党           | 1人  |
| 芯風会           | 1人  |
| 日本共産党       | 1人  |
| 共生みらい21     | 1人  |
| 島民の会         | 1人  |

### 衆議院
2024年衆議院議員補欠選挙
- 選挙区：長崎3区（佐世保市（早岐・三川内・宮の各支所管内）、大村市、対馬市、壱岐市、五島市、東彼杵郡、北松浦郡（小値賀町）、南松浦郡）
- 投票日：2024年4月28日
- 当日有権者数：231,747人
- 投票率：35.45％

| 当落 | 候補者名   | 年齢 | 所属党派     | 新旧別 | 得票数   |
| ---- | ---------- | ---- | ------------ | ------ | -------- |
| 当   | 山田勝彦   | 44   | 立憲民主党   | 前     | 53,381票 |
|      | 井上翔一朗 | 40   | 日本維新の会 | 新     | 24,709票 |

2021年衆議院議員総選挙
- 選挙区：同上
- 投票日：2021年10月31日
- 当日有権者数：236,525人
- 投票率：60.93％

| 当落 | 候補者名 | 年齢 | 所属党派   | 新旧別 | 得票数       | 重複 |
| ---- | -------- | ---- | ---------- | ------ | ------------ | ---- |
| 当   | 谷川弥一 | 80   | 自由民主党 | 前     | 57,223票     |      |
| 比当 | 山田勝彦 | 42   | 立憲民主党 | 新     | 55,189.084票 | ○    |
|      | 山田博司 | 51   | 無所属     | 新     | 25,566.906票 |      |
|      | 石本啓之 | 52   | 改新党     | 新     | 2,750票      |      |

## 医療関係
- 長崎県五島中央病院
- 長崎県富江病院
- 長崎県奈留病院

## 教育関係

### 高等学校
- 長崎県立五島高等学校
- 長崎県立五島海陽高等学校
- 長崎県立五島南高等学校
- 長崎県立奈留高等学校

※規模適正化で統廃合になった高等学校は長崎県高等学校の廃校一覧#五島市を参考。

### 中学校
- 五島市立福江中学校
  - 椛島分校（休校中）
- 五島市立翁頭中学校
- 五島市立久賀中学校
- 五島市立富江中学校

- 五島市立玉之浦中学校
- 五島市立三井楽中学校
- 五島市立嵯峨島中学校
- 五島市立岐宿中学校
- 五島市立奈留中学校

※規模適正化で統廃合になった中学校は長崎県中学校の廃校一覧#五島市を参考。

### 小学校
- 五島市立福江小学校
  - 椛島分校（休校中）
- 五島市立緑丘小学校
- 五島市立奥浦小学校
- 五島市立本山小学校
- 五島市立久賀小学校
- 五島市立富江小学校

- 五島市立盈進小学校
- 五島市立玉之浦小学校
- 五島市立三井楽小学校
- 五島市立嵯峨島小学校（2024年より休校）
- 五島市立岐宿小学校
- 五島市立奈留小学校

※規模適正化で統廃合になった小学校は長崎県小学校の廃校一覧#五島市を参考。

### 特別支援学校
- 長崎県立鶴南特別支援学校五島分校
  - 小・中学部（五島市立福江小学校に開設）
  - 高等部（長崎県立五島海陽高等学校に開設）

## 交通
離島であるため市外からのアクセスは航路、空路を利用する。なお、本土からの距離が遠く船舶でのアクセスは多少時間がかかる。鉄道路線は存在せず、市内の交通の中心は自動車（自家用車、路線バス、タクシー）。道路整備は旧福江市内を中心に郊外の隅々まで行われている。

### 港湾

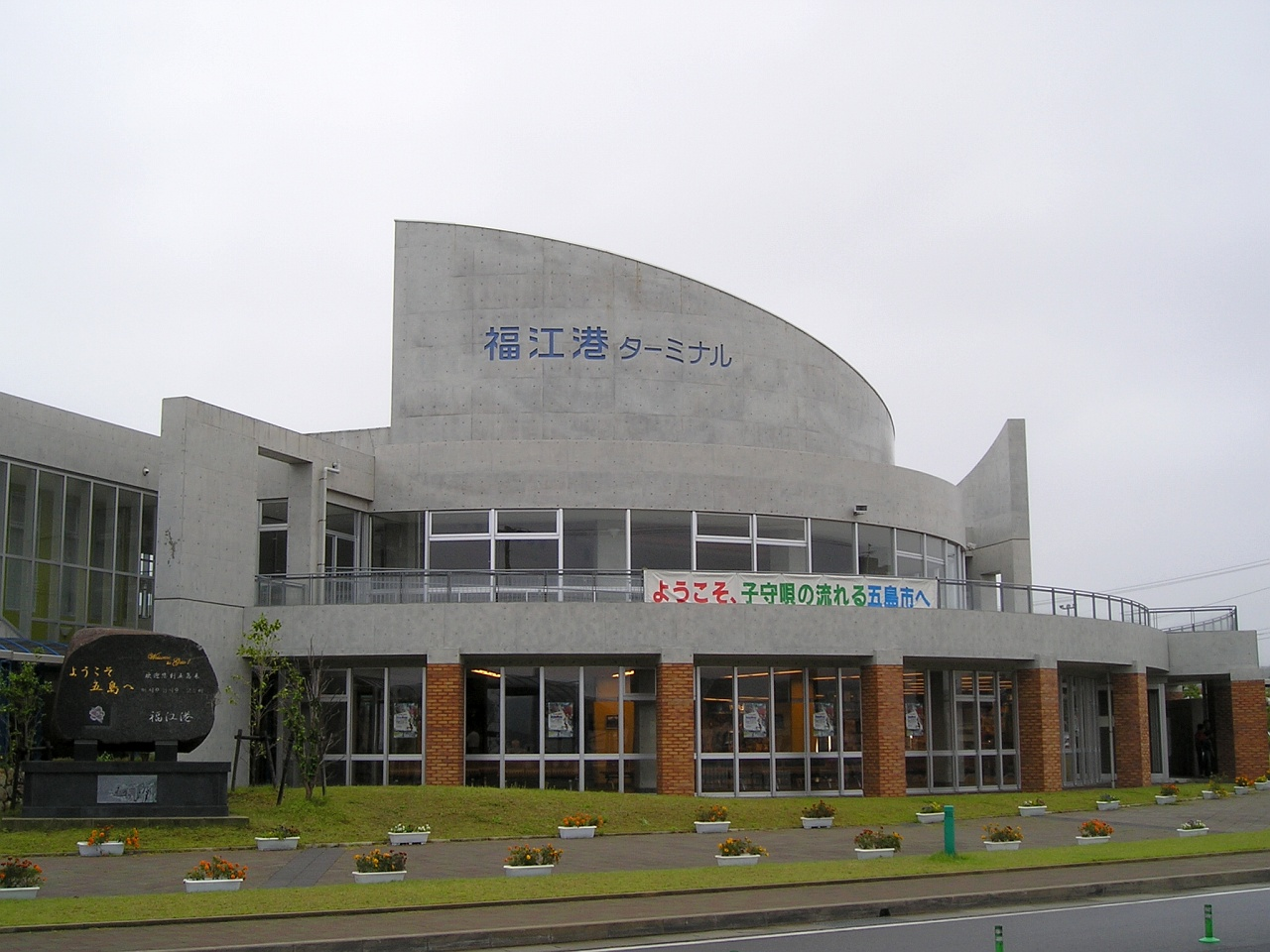
福江港

- 福江港（重要港湾）
- 椛島港
- 芦ノ浦港
- 富江港
- 玉之浦港
- 浜窄港
- 岐宿港
- 相の浦港

#### 漁港
- 荒川漁港
- 奥浦漁港
- 三井楽漁港
- 奈留漁港
- 崎山漁港
- 真浦漁港（男女群島）

### 空港

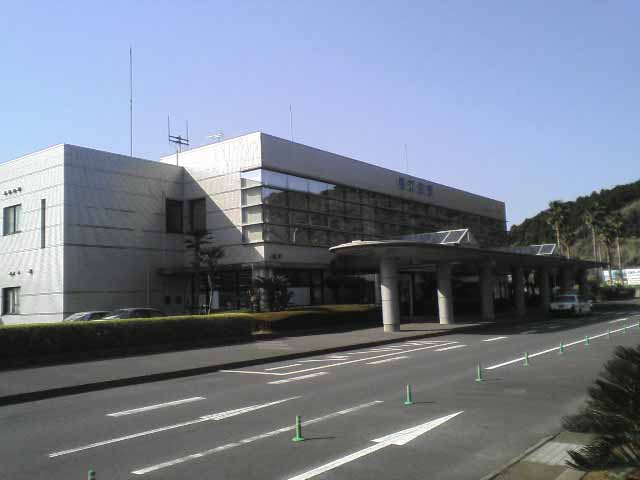
福江空港

- 福江空港
  - 全日本空輸(ANA)[7]
    - 福岡空港

  - オリエンタルエアブリッジ(ORC)[8]
    - 福岡空港
    - 長崎空港

### 路線バス
- 五島バス - 福江島
- 丸浜産業（奈留島バス） - 奈留島

### コミュニティバス
- 商店街巡回バス - 福江地区

### 道路

#### 一般国道
- 国道384号
  - 道の駅遣唐使ふるさと館

#### 県道

##### 主要地方道
- 長崎県道27号福江荒川線
- 長崎県道31号富江岐宿線
- 長崎県道49号福江富江線
- 長崎県道50号玉之浦大宝線
- 長崎県道63号福江空港線

##### 一般県道
- 長崎県道162号河務福江線
- 長崎県道164号玉之浦岐宿線
- 長崎県道165号大浜福江線
- 長崎県道166号椛島線
- 長崎県道167号久賀島線
- 長崎県道168号奈留島線
- 長崎県道233号貝津岳浜ノ畔線

## 観光
2001年より、アイアンマンジャパントライアスロン五島長崎（現：バラモンキング）が行われている。また自然、アウトドアといえば海釣りで国内屈指の魚影の濃さを誇り、日本中から釣り人が訪れる釣りの聖地と知られる。
歴史的に名の知れた建築物や場所もあり、2018年には五島市内の２つの集落が世界遺産に登録され、全国・世界からの観光客が増加している。

### 経済
- 長崎五島 ごと

ごと芋で有名、大相撲の懸賞など。

### スポーツ
- V・ファーレン長崎 （Jリーグ）

### イベント

堂崎天主堂

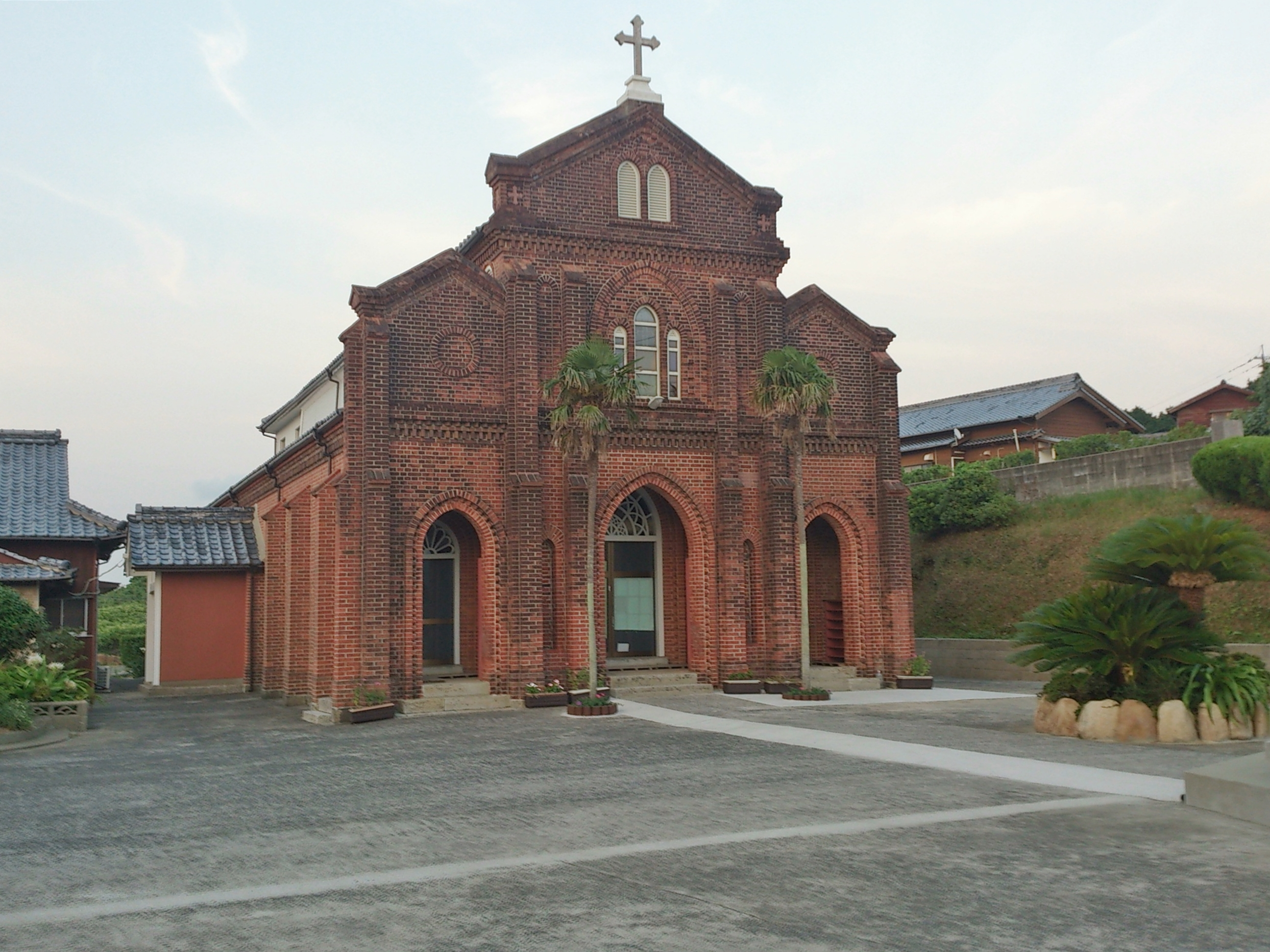
楠原教会

鬼岳

- アイアンマンジャパントライアスロン五島長崎（夏頃に開催、福江島全域）
現在は「バラモンキング」と改称し、毎年父の日ごろに行われている。
- 福江みなとまつり（秋頃、福江地区）

### 観光地
- 大瀬崎断崖、大瀬埼灯台
  - 日本の灯台50選、日本の夕陽百選に選ばれるなど断崖、灯台ともに有名。
- 高浜海水浴場
  - 日本の渚百選、日本の水浴場88選に選ばれるなど有名な海水浴場。
- 鬼岳
  - 数年に一度、野焼きが行われる。
- 石田城（福江城）
  - 1863年に完成した城。日本最後の城とも称されている。また完成当初は海に面しており、「海城」でもあった。
- 教会群
  - ユネスコの世界遺産「長崎と天草地方の潜伏キリシタン関連遺産」の構成資産
    - 旧五輪教会堂（久賀島の集落）
    - 江上天主堂（江上集落）

  - その他の教会と隠れキリシタン史跡
    - 堂崎天主堂
    - 水之浦教会…鉄川与助によって1939年（昭和13年）に建てられた。
    - 楠原教会…鉄川与助によって1912年（明治45年）に建てられた。
    - 楠原キリシタン牢屋跡…1868年（明治元年）に発生した「五島崩れ」と呼ばれる隠れキリシタン一斉検挙で帳方(リーダー)の狩浦喜代助の家屋が牢獄として使われ、6坪の小屋に200人が押し込められ、排泄物もそのままに圧死殉教した者が42人に及んだ場所。
- 六角井
- 男女群島
  - 福江島から南南西に約70kmにある島嶼群で磯釣りの聖地[10]、ダイビングスポットになっている。
  - 女島灯台…木下恵介監督の映画作品『喜びも悲しみも幾歳月』のロケ地としても知られる。
- 肥前鳥島…男女群島からさらに北西30kmほどにある北岩、中岩、南岩の三つの小島から形成される岩礁で、日本一ともいわれる秘境の釣りスポット[11]。
- さんさん富江キャンプ村[12]

### 名産品・特産品

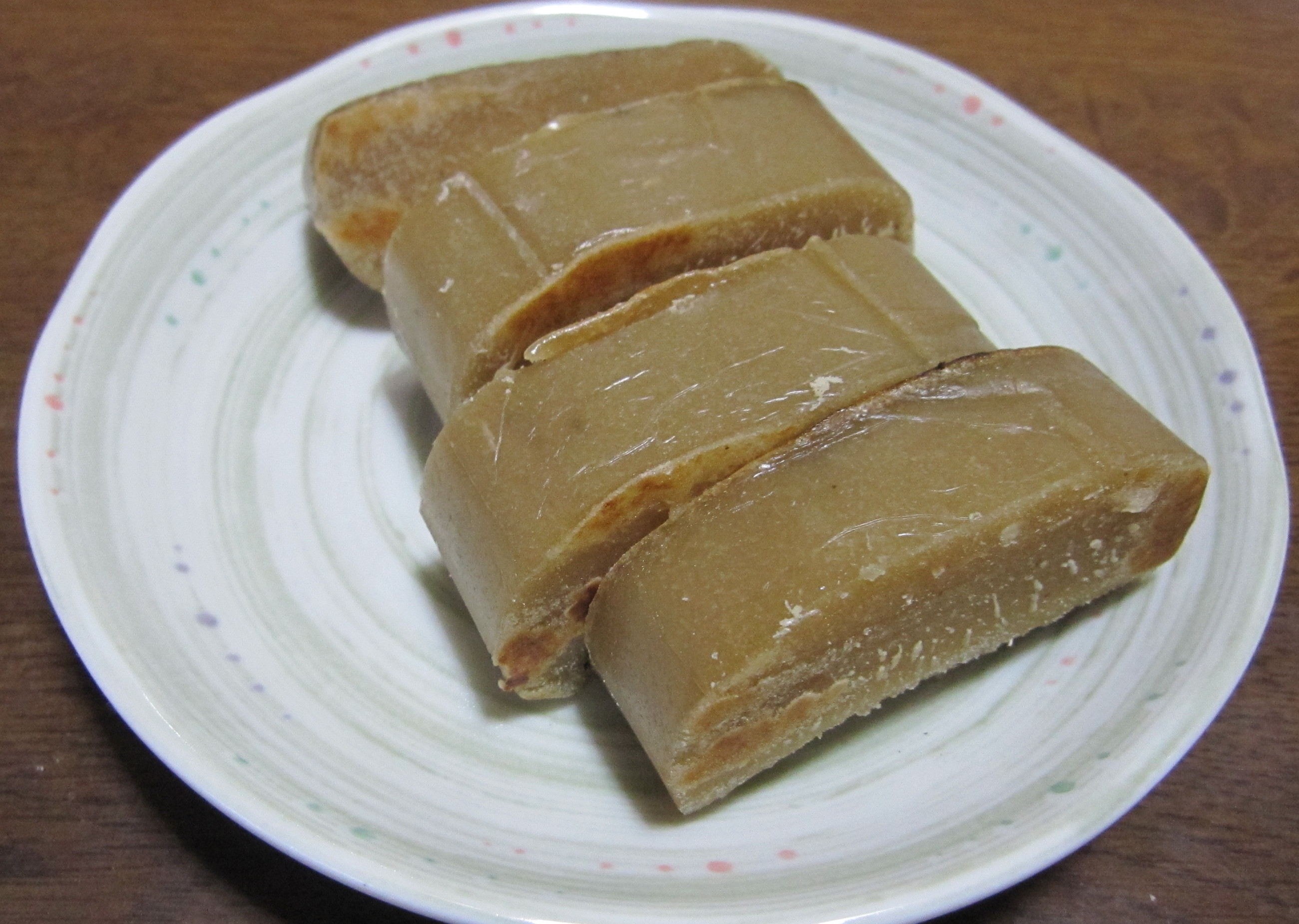
かんころもち

- 五島牛
- 五島うどん
- かんころ餅
- 椿油、椿製品

### 移住
比較的大きい離島であるが故の住みやすさや、地域住民・移住者主体による地域活性化、充実した雇用環境により、移住者が増加している。
2018年から毎年200人以上が移住しており、2023年の移住人数は272人であった。これは長崎県内でトップクラスである。
また、移住者の7割以上が30代以下の若者である。
定住率は8割を超える。

## 著名な出身者
- 久保勘一（元長崎県知事、元参議院議員）
- 谷川弥一（元衆議院議員）
- 山田正彦（元衆議院議員）
- 虎島和夫（第64代防衛庁長官、元衆議院議員）
- 田上富久（元長崎市長）
- 中尾郁子（元五島市長）
- 野口市太郎（五島市長）
- 松園尚巳（ヤクルト本社元社長、東京ヤクルトスワローズ元オーナー）
- 藤原謙次（元ローソン社長、元ファンケル社長）
- 清水義雄（回転寿司『スシロー』創業経営者・岐宿町）
- 榊英雄（俳優、映画監督）
- 山本二三（アニメーション美術監督、アニメーション監督）
- 立木文彦（声優）
- 洗川雄司（ニッポン放送アナウンサー）
- 川口春奈（女優・ファッションモデル）
- 出口倫子（競輪選手）
- 髙嶋仁（元智辯和歌山高校野球部監督）
- 吉の谷彰俊（元大相撲力士、旧・三井楽町出身。引退後は、後進の指導に当たった）
- 時津海正博（元大相撲力士、第16代時津風親方）
- 竜崎遼児（漫画家）
- ヨシノサツキ（漫画家）
- 川崎寛司（NHK長崎放送局アナウンサー）
- 小田都弥可（歌手、O'sとして2005年度レコード大賞新人賞）
- 小田聡美（歌手、O'sとして2005年度レコード大賞新人賞）
- Daikinman（福岡県を中心に活動しているシンガーソングライター）
- 嵯峨あきら（元宝塚歌劇団男役スター、宝塚歌劇団卒業生、実業家）
- 山田麻莉奈（声優、元HKT48メンバー、福岡県福岡市生まれ、保育園から小学3年まで在住）
- 松下剛（株式会社MTG 代表取締役社長）
- 無限川坂（プロボクサー、日本ウエルター級チャンピオン、日本ミドル級チャンピオン）
- 木崎アオコ（漫画家）[14]
- 馳月基矢（小説家）奈留島生まれ

## テレビ番組
- 日経スペシャル ガイアの夜明け 故郷よ、生き残れ…～地方改革　自立への苦闘～（2006年9月5日、テレビ東京）[15] - 離島の高齢者を取材。